# Marionina sjaelandica
Marionina sjaelandica is een ringworm uit de familie van de Enchytraeidae. De wetenschappelijke naam van de soort is voor het eerst geldig gepubliceerd in 1961 door Nielsen & Christensen.